# Trận đấu quốc tế

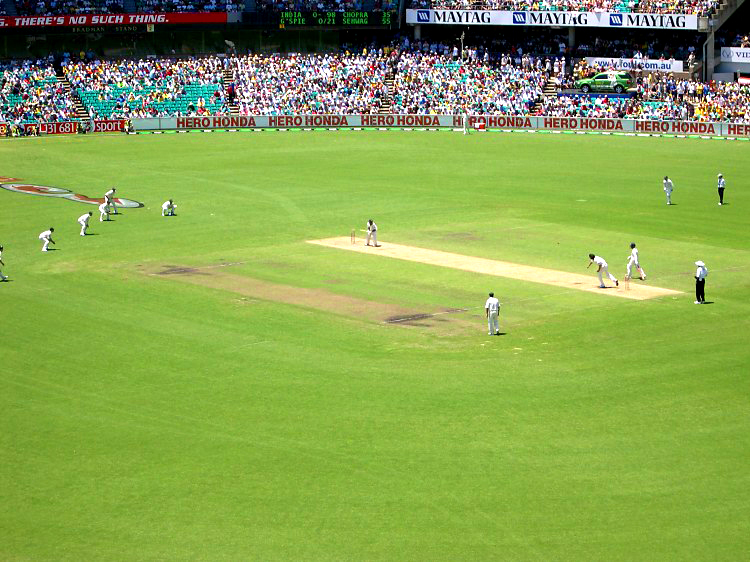
Một trận đấu quốc tế môn cricket giữa đội tuyển Ấn Độ và đội tuyển Úc.

Một trận đấu quốc tế là cuộc đối đầu trong một môn thể thao (thường là thể thao đồng đội) giữa hai đội tuyển quốc gia. Một trận đấu quốc tế có thể chỉ là một trận đấu giao hữu, một trận đấu vòng loại hay một trận đấu tại một giải đấu chính thức.
Bất cứ vận động viên nào từng tham gia một trận đấu quốc tế cũng có thể được gọi là một tuyển thủ quốc gia. Các trận đấu quốc tế của một vận động viên luôn được thống kê lại và được coi là minh chứng cho sự thành công của vận động viên đó.
Trong nhiều môn thể thao (ví dụ như bóng đá) các trận đấu quốc tế còn được tổ chức cho các đội tuyển trẻ và thiếu niên. Các trận đấu ở các cấp độ trẻ (hay các cấp độ U) thường được thống kê riêng rẽ, và chỉ các trận đấu ở cấp độ trưởng thành mới được tính là các trận đấu quốc tế thực sự.
Trong bóng đá các trận đấu quốc tế thường là các trận đấu quan trọng, thường diễn ra tại các sân vận động có sức chứa lớn và được trực tiếp trên sóng truyền hình. Tùy thuộc vào khu vực địa lý mà các trận đấu quốc tế của khúc côn cầu, polo, rugby và cricket cũng thu hút sự theo dõi của khán giả.

## Bóng đá

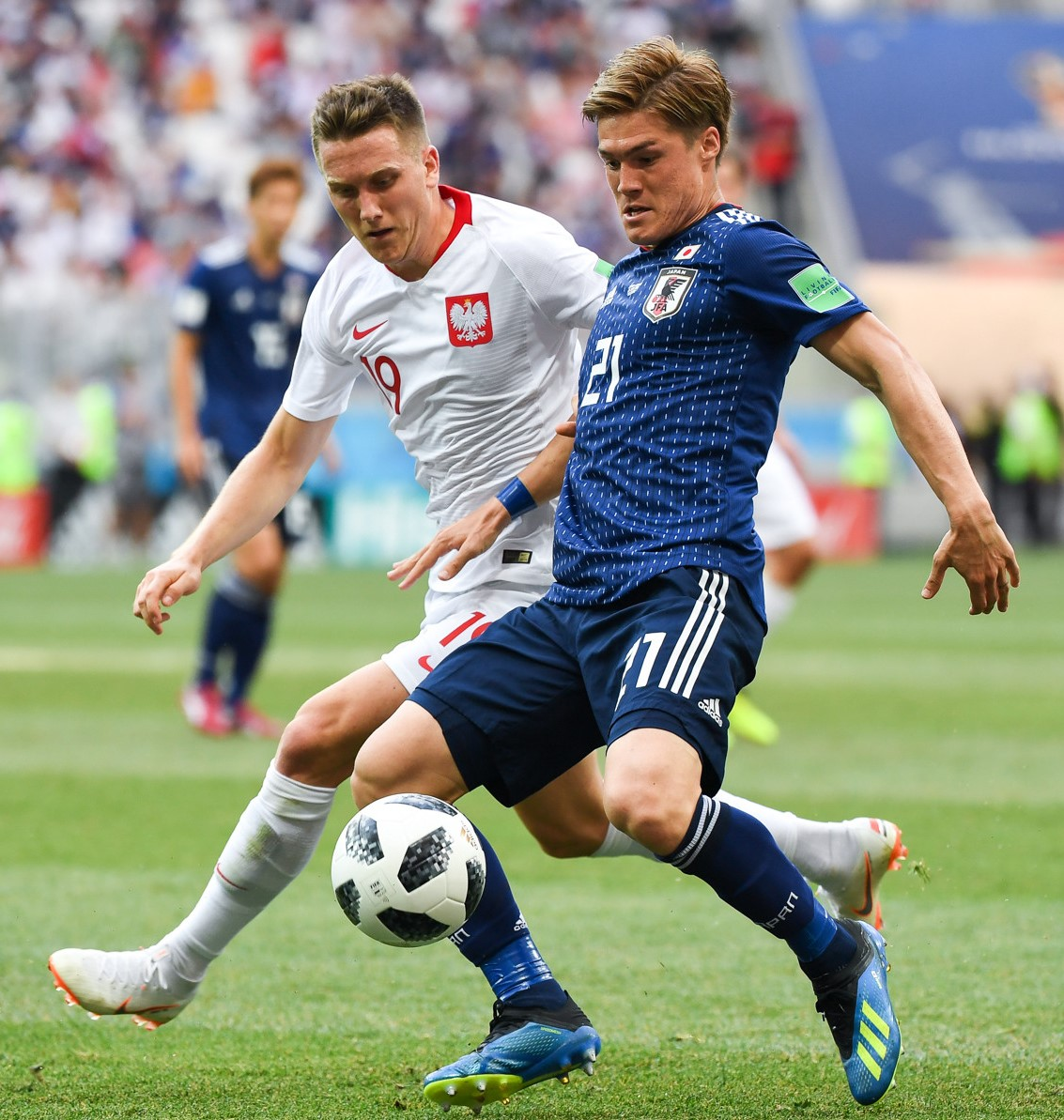
Một trận đấu bóng đá quốc tế giữa đội tuyển Nhật Bản và đội tuyển Ba Lan tại World Cup 2018.

Trận thi đấu quốc tế chính thức đầu tiên trong lịch sử bóng đá diễn ra vào ngày 30 tháng 11 năm 1872 tại Hamilton Crescent thuộc Glasgow, Scotland giữa Scotland và Anh. Trận đấu thu hút 4.000 khán giả và kết thúc với tỉ số hòa 0–0. 30 năm sau, vào ngày 20 tháng 7 năm 1902, người ta chứng kiến trận đấu quốc tế đầu tiên ngoài lãnh thổ châu Âu khi Uruguay và Argentina chạm trán tại Montevideo, Uruguay và kết thúc với thắng lợi 3–2 dành cho đội khách. Do có rất ít quốc gia tại Nam Mỹ nên đây cũng là một trong những cặp đấu có số lần gặp nhau nhiều nhất trong lịch sử.
Trận đấu đầu tiên giữa hai đội tuyển thuộc hai châu lục khác nhau diễn ra ngày 20 tháng 8 năm 1916 tại Stockholm, Thụy Điển giữa Thụy Điển và Hoa Kỳ; tỉ số cuối cùng là 3–2 nghiêng về phía đội bóng đến từ Bắc Mỹ.